# Anatolij Łagietko
Anatolij Nikołajewicz Łagietko (ros. Анатолий Николаевич Лагетко, ur. 18 sierpnia 1936 w Wielkim Tokmaku, zm. 13 sierpnia 2006 w Rostowie nad Donem) – rosyjski bokser, reprezentant ZSRR, brązowy medalista olimpijski w wadze lekkiej (1956).
Boks trenował od 1950. W 1955 osiągnął swój pierwszy sukces – zdobył mistrzostwo RFSRR. Był także mistrzem RFSRR w 1957, 1959 i 1964. Trzykrotnie zdobywał wicemistrzostwo ZSRR (w 1955 i 1956 w wadze lekkiej oraz w 1961 w wadze piórkowej).
Na igrzyskach olimpijskich w Melbourne w 1956 wywalczył brązowy medal w wadze lekkiej, przegrywając w półfinale z późniejszym mistrzem olimpijskim Richardem McTaggartem. Startował w tej samej wadze w Mistrzostwach Europy w 1957, ale przegrał pierwszą walkę z Kazimierzem Paździorem. W sumie w swojej karierze stoczył 286 walk, z których 265 wygrał.
Po zakończeniu kariery zawodniczej pracował jako trener, piastując m.in. stanowisko głównego szkoleniowca kadry Północnokaukaskiego Okręgu Wojskowego. Wśród jego podopiecznych był Wiktor Uljanicz (mistrz Europy 1973). 
Łagietko został odznaczony m.in. tytułem Zasłużonego Mistrza Sportu ZSRR (1955) i Zasłużonego Trenera Białoruskiej SRR (1975).